# 95 Dywizja Piechoty (III Rzesza)
95 Dywizja Piechoty (niem. 95. Infanterie-Division) – niemiecka dywizja z czasów II wojny światowej, sformowana na mocy rozkazu z 19 września 1939, w 5. fali mobilizacyjnej na poligonie Wildflecken – Hammelburg w IX Okręgu Wojskowym.

## Struktura organizacyjna
- Struktura organizacyjna we wrześniu 1939:

278., 279. i 280. pułk piechoty, 195. pułk artylerii, 195. batalion pionierów, 195. oddział rozpoznawczy, 195. oddział przeciwpancerny, 195. oddział łączności, 195. polowy batalion zapasowy.
- Struktura organizacyjna we wrześniu 1944:

278., 279. i 280. pułk grenadierów, 195. pułk artylerii, 195. batalion pionierów, 195. dywizyjny batalion fizylierów, 195. oddział przeciwpancerny, 196. oddział łączności, 196. polowy batalion zapasowy.

## Dowódcy dywizji
- Generalleutnant Hans – Heinrich Sixt von Arnim 25 IX 1939 – 10 V 1942
- Generalleutnant Friedrich Zickwolff 10 V 1942 – 6 VIII 1942
- Generalleutnant Friedrich Karst 6 VIII 1942 – 1 X 1942
- Generalleutnant Eduard Aldrian 1 X 1942 – 3 X 1942
- General Edgar Röhricht 3 X 1942 - VIII 1943
- Generalmajor Gustav Gihr VIII 1943 – 27 II 1944
- Generalmajor Herbert Michaelis 27 II 1944 – 28 VI 1944
- Generalmajor Joachim – Friedrich Lang 30 VI 1944 – 16 IV 1945